# قطعنامه ۲۰۲۵ شورای امنیت
قطعنامه ۲۰۲۵ شورای امنیت سازمان ملل متحد که در تاریخ ۱۴ دسامبر ۲۰۱۱ تصویب شد، سندی بین‌المللی دربارهٔ بررسی وضعیت در لیبریا است. این قطعنامه طی نشست ۶۶۸۴ام با ۰ رای موافق، ۰ مخالف و ۰ ممتنع تصویب شد.